# Fabrizio Tabaton
Fabrizio Tabaton (Itàlia, 16 de maig de 1955) fou un pilot de ral·lis italià guanyador del Campionat europeu de ral·lis els anys 1986 i 1988 amb un Lancia Delta de l'equip H.F. Grifone. També fou guanyador del Campionat italià de ral·lis els anys 1985 i 1987.
Pel que fa al Campionat Mundial de Ral·lis, participà en set ocasions al Ral·li Sanremo, aconseguint com a millors resultats una 4a plaçaal 1984 i una 5a el 1987. També participà l'any 1999 amb un Toyota Corolla WRC al Ral·li Monte-Carlo.
Després de la seva retirada ha seguit treballant per l'equip H.F. Grifone desenvolupant programes europeus de ral·lis com el debut de Valentino Rossi al Ral·li de Gal·les del 2002.